# Светочувствительность цифровых камер
Светочувствительность цифровой фотокамеры — характеристика цифрового фотоаппарата, определяющая зависимость числовых параметров созданного им цифрового изображения от экспозиции, полученной светочувствительной матрицей. Светочувствительность цифровых фотоаппаратов принято выражать в единицах, эквивалентных светочувствительности ISO желатиносеребряных фотоэмульсий. Это позволяет пользоваться методами измерения экспозиции, свойственными классической плёночной фотографии.
Однако понятие светочувствительности цифровых камер не имеет ничего общего с традиционными фотоматериалами в силу неприменимости законов сенситометрии, и отражает чувствительность матрицы лишь косвенно.
В отличие от светочувствительности фотоматериалов, относящейся только к конкретной используемой фотоэмульсии, в цифровой фотографии под светочувствительностью понимают передаточную функцию всей системы, включающей матрицу, предусилитель и алгоритмы АЦП. Для цифровых видеокамер и передающих телекамер, основанных на аналогичных матрицах, единицы ISO не применяются, а светочувствительность выражается в минимальной освещённости объекта съёмки в люксах, позволяющей получать изображение с допустимым уровнем шумов. В некоторых случаях чувствительность видеокамер выражается минимальной освещённостью при определённом уровне усиления сигнала в децибелах.
Светочувствительность узкоспециализированных видеоустройств, например, видеорегистраторов, часто указывается в нестандартных единицах, учитывающих светосилу жёстковстроенного объектива. Однако, в большинстве случаев светочувствительность таких приборов выражается в отношении электрического напряжения в вольтах, получаемого на аналоговом выходе матрицы к величине экспозиции излучением с длиной волны 550 нанометров, считающейся максимумом спектральной чувствительности человеческого зрения. С единицами ISO эта величина никак не соотносится.

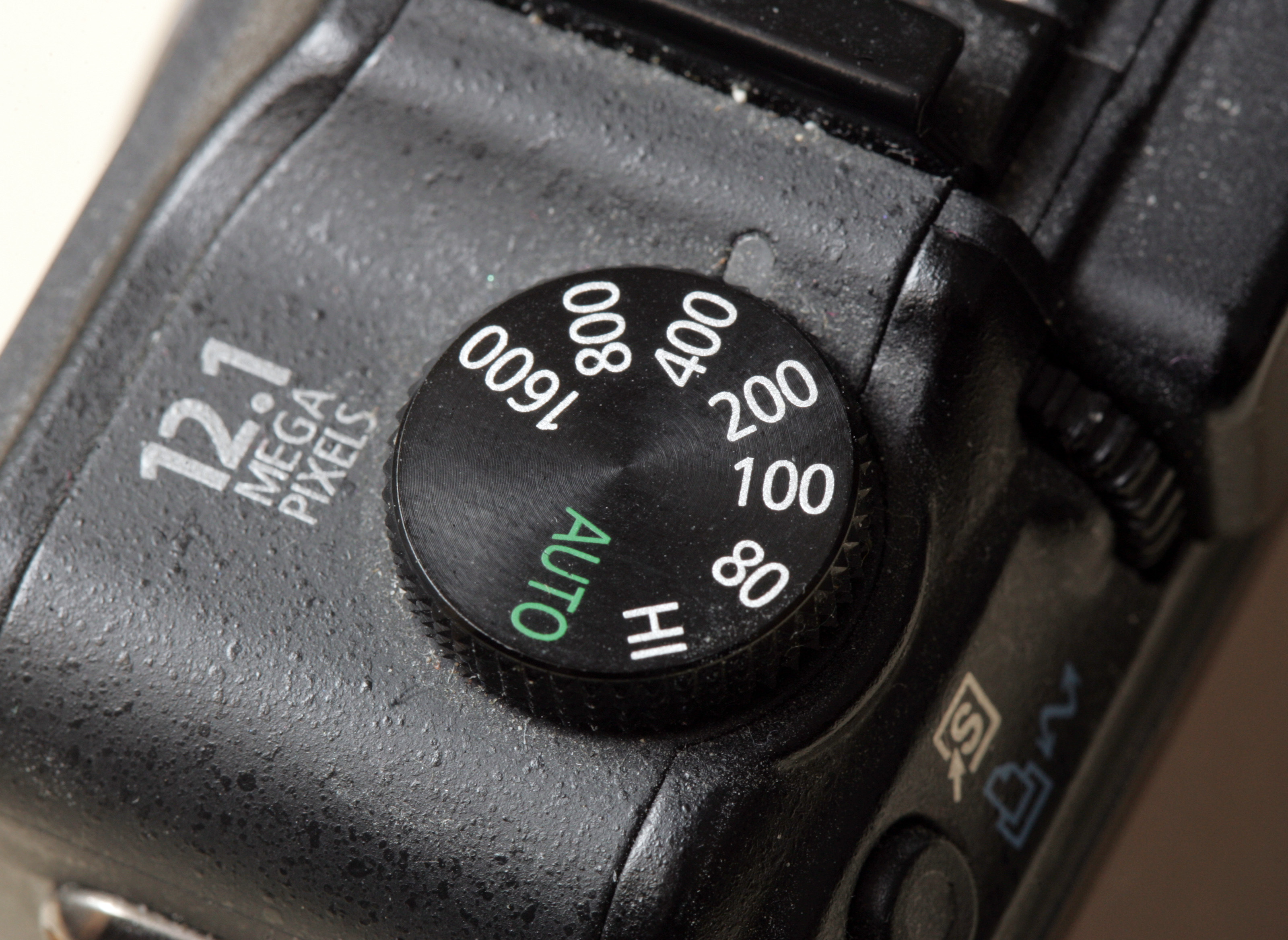
Колесо установки значения ISO цифрового фотоаппарата «Canon PowerShot G9»

## Эквивалентная светочувствительность
Цифровыми фотоаппаратами при одной и той же экспозиции могут быть получены файлы одного и того же изображения с разными координатами одноимённых пикселей в цветовом пространстве. При отображении на дисплеях или печати такие снимки отличаются яркостью, как экспонированные по-разному. Это достигается изменением предварительного усиления электрических сигналов светочувствительной матрицы и алгоритмов их последующего аналогово-цифрового преобразования в то или иное цветовое пространство, например sRGB. 
Производители цифровой аппаратуры устанавливают фиксированную зависимость между значениями сигналов матрицы и соответствующими координатами цветового пространства, принимаемую в качестве экспозиционного индекса EI. Большинство цифровых фотоаппаратов имеет несколько значений EI, переключение между которыми позволяет находить наиболее приемлемый компромисс между возможностью съёмки с короткими выдержками и интенсивностью шумов в получаемом изображении. Значения EI выбираются таким образом, чтобы получаемое цифровое изображение было сопоставимо с получаемым на плёнке такой же чувствительности ISO, с теми же экспозиционными параметрами. Поэтому, в обиходе принято называть значения EI цифровых фотоаппаратов «эквивалентной светочувствительностью ISO». Однако, этот параметр имеет лишь косвенное отношение к светочувствительности матрицы, и выражается в единицах плёночной сенситометрии только для удобства использования классических приёмов измерения экспозиции, принятых в традиционной фотографии.
Некоторые производители предусматривают возможность регулировки параметров яркости в пределах одного значения EI, как дополнительный пункт меню настроек камеры или установок конвертации «сырых» файлов RAW. Современные цифровые камеры многократно превосходят фотоматериалы по светочувствительности, и в эквивалентных ISO единицах достигают значения 4 560 000, недоступного для галогеносеребряных фотоэмульсий. Совершенствование алгоритмов шумопонижения позволяет получать при таких значениях EI изображение приемлемого качества.

### Сравнение разных единиц светочувствительности
В таблице приведены сравнительные значения систем измерения светочувствительности ISO и APEX, и эквивалентные значения светочувствительности, выбираемые производителями цифровых фотоаппаратов для градуировки их шкал в соответствии со стандартом ISO12232:2006. Видно, что значения, превышающие 20 000 ISO не применимы к существующим фотоматериалам и отражают только регистрирующую способность цифровых фотокамер, выпускаемых со второй половины 2000-х годов.
| APEX Sv | ISO арифм./логарифм.° | Эквивалент ISO цифровых фотоаппаратов | Пример плёнки или камеры, обладающих такой светочувствительностью                                       |
| ------- | --------------------- | ------------------------------------- | --- |
| 2       | 12/12°                |                                       | Gevacolor 8-мм обращаемая, позднее Agfa Dia-Direct, «Свема» КН-1                                        |
|         | 16/13°                |                                       | Agfacolor 8-мм обращаемая                                                                               |
|         | 20/14°                |                                       | Adox CMS 20                                                                                             |
| 3       | 25/15°                |                                       | старый Agfacolor, Kodachrome II и Kodachrome 25, Efke 25, «Тасма» ЦО-22Д                                |
|         | 32/16°                |                                       | Kodak Panatomic-X, «Свема» ДС-5М, Фото-32                                                               |
|         | 40/17°                |                                       | Kodachrome 40 (киноплёнка)                                                                              |
| 4       | 50/18°                | 50                                    | Fuji RVP, Ilford Pan F Plus, Kodak Vision2 50D 5201 (киноплёнка), AGFA CT18, Efke 50                    |
|         | 64/19°                |                                       | Kodachrome 64, Ektachrome-X, ORWOCOLOR NC-19                                                            |
|         | 80/20°                |                                       | Ilford Commercial Ortho, «Свема» Фото-65                                                                |
| 5       | 100/21°               | 100                                   | Kodacolor Gold, Kodak T-Max, Provia, Efke 100, «Свема» КН-3                                             |
|         | 125/22°               |                                       | Ilford FP4+, Kodak Plus-X Pan, «Свема» Фото-130                                                         |
|         | 160/23°               |                                       | Fujicolor Pro 160C/S, Kodak High-Speed Ektachrome, Kodak Portra 160NC и 160VC                           |
| 6       | 200/24°               | 200                                   | Fujicolor Superia 200, Agfa Scala 200x, «Свема» ОЧТ-180, «Тасма» ОЧ-180, ЦО-Т-180Л                      |
|         | 250/25°               |                                       | «Тасма» Фото-250                                                                                        |
|         | 320/26°               |                                       | Kodak Tri-X Pan Professional                                                                            |
| 7       | 400/27°               | 400                                   | Kodak T-Max, Tri-X 400, Ilford HP5+, Fujifilm Superia X-tra 400, Konica VX-400 «Свема» ОЧТ-В            |
|         | 500/28°               |                                       | Kodak Vision3 500T 5219 (киноплёнка), «Тасма» Панхром тип-17                                            |
|         | 640/29°               |                                       | Polaroid 600                                                                                            |
| 8       | 800/30°               | 800                                   | Fuji Pro 800Z                                                                                           |
|         | 1000/31°              |                                       | Kodak P3200 TMAX, Ilford Delta 3200                                                                     |
|         | 1250/32°              |                                       | Kodak Royal-X Panchromatic                                                                              |
| 9       | 1600/33°              | 1600                                  | Fujicolor 1600, Kodak Ektapress 1600, «Тасма» Изопанхром тип-42                                         |
|         | 2000/34°              |                                       | |
|         | 2500/35°              |                                       | |
| 10      | 3200/36°              | 3200                                  | «Тасма» Панхром тип-13, фотокомплекты для моментальной фотографии Polaroid тип-107, Fujifilm FP-3000b   |
|         | 4000/37°              |                                       | |
|         | 5000/38°              |                                       | «Тасма» Изопанхром тип-24                                                                               |
| 11      | 6400/39°              | 6400                                  | |
|         | 8000/40°              |                                       | |
|         | 10000/41°             |                                       | |
| 12      | 12500/42°             | 12800                                 | |
|         | 16000/43°             |                                       | |
|         | 20000/44°             |                                       | Фотокомплекты для моментальной фотографии Polaroid тип-612                                              |
| 13      | 25000/45°             | 25600                                 | Первый серийный цифровой фотоаппарат с таким эквивалентом ISO: Canon EOS 5D Mark II (2008)              |
|         | 32000/46°             |                                       | |
|         | 40000/47°             |                                       | |
| 14      | 50000/48°             | 51200                                 | |
|         | 64000/49°             |                                       | |
|         | 80000/50°             |                                       | |
| 15      | 100000/51°            | 102400                                | Первые серийные цифровые фотоаппараты с таким эквивалентом ISO: Nikon D3S и Canon EOS-1D Mark IV (2009) |
|         | 125000/52°            |                                       | |
|         | 160000/53°            |                                       | |
| 16      | 200000/54°            | 204800                                | Первые серийные цифровые фотоаппараты с таким эквивалентом ISO: Canon EOS-1D X (2011), Nikon D4 (2012)  |
|         | 250000/55°            |                                       | |
|         | 320000/56°            |                                       | |
| 17      | 400000/57°            | 409600                                | Первые серийные цифровые фотоаппараты с таким эквивалентом ISO: Nikon D4s и Sony α-7S (2014)            |
|         | 500000/58°            |                                       | |
|         | 620000/59°            |                                       | |
| 18      | 800000/60°            | 819200                                | |
|         | 1000000/61°           |                                       | |
|         | 1250000/62°           |                                       | |
| 19      | 1600000/63°           | 1638400                               | |
|         | 2000000/64°           |                                       | |
|         | 2500000/65°           |                                       | |
| 20      | 3200000/66°           | 3280000                               | Первый серийный цифровой фотоаппарат с таким эквивалентом ISO: Nikon D5 (2016)                          |
|         | 4000000/67°           |                                       | |
|         | 4600000/68°           | 4560000                               | Первая серийная видеокамера с таким эквивалентом ISO: Canon ME20F-SH (2015)                             |

Примечания к таблице: значения светочувствительности систем APEX и ISO, выделенные жирным шрифтом, соответствуют реальным значениям, использующимся производителями для конкретных фотоматериалов. Все остальные значения вычислены на основе тех же прогрессий в качестве математической экстраполяции существующих шкал.

## Стандарт ISO 12232:2006
С 1998 года существует стандарт ISO, устанавливающий зависимость между величиной сигналов матрицы и конкретными экспозиционными индексами (EI). Этот стандарт даёт производителям цифровых фотоаппаратов пять возможных способов определения конкретных значений EI, три из которых существуют с 1998 года, а два появились в 2006 году в соответствии с рекомендациями CIPA DC-004, предложенными японской Ассоциацией по Стандартизации Систем Отображения (англ. Standard of the Camera & Imaging Products Association, CIPA). В зависимости от выбранной методики, экспозиционный индекс EI зависит от светочувствительности и уровня собственных шумов матрицы, а также от характеристик получаемого изображения. Стандарт ISO определяет светочувствительность всего канала отображения фотокамеры, а не его отдельных компонентов, как это было предложено компанией Kodak в 2001 году для двух собственных сенсоров.
Методика рекомендованного экспозиционного индекса (REI), появившаяся в последней версии стандарта ISO 12232:2006, разрешает производителям аппаратуры самостоятельно устанавливать значения EI, основываясь на собственной точке зрения, при каких значениях EI получаются правильно экспонированные изображения. Это единственная методика, применимая к форматам изображения, использующим цветовые пространства, отличные от sRGB, а также в случаях использования матричного режима измерения экспозиции.
Методика стандартной выходной чувствительности (англ. Standard Output Sensitivity, SOS) также появилась в последнем стандарте и основана на предположении, что средний уровень яркости в выходном изображении sRGB должен получаться при съёмке серой карты с 18 % отражательной способностью при измерении экспозиции экспонометрической системой, откалиброванной в соответствии со стандартом ISO 2721 без экспокоррекции. Поскольку измерения должны проводиться в цветовом пространстве sRGB, методика применима только к снимкам, сделанным в этом пространстве — главным образом, формата JPEG, — и неприменима к снимкам в формате RAW. Кроме того, методика неприемлема в случае использования матричного режима измерения.
Методика, основанная на точке насыщения, близка методике SOS, но основывается не на 18 % серой карте, а на 100 % яркости, при которой начинают пропадать детали в света́х. Значения экспозиционного индекса, полученного таким методом, выше, чем предыдущие, на 0,704. Так же, как и предыдущая методика SOS, метод точки насыщения предполагает измерения в цветовом пространстве sRGB и неприменим к файлам формата RAW.
Две методики, основанные на уровне шумов, иногда используются для определения диапазона EI любительских цифровых фотокамер. В этом случае определяются крайние значения EI, при которых снимки могут считаться «отличными» или «приемлемыми», соответственно для наименьшей и наибольшей эквивалентной светочувствительности.

## Методы расчёта экспозиционных индексов
Значения эквивалентной светочувствительности ISO цифровых камер зависят от свойств сенсора и алгоритмов цифровой обработки получаемого изображения в камере. Эта величина может быть выражена через экспозицию H, получаемую матрицей, в люксах на секунду. Для усреднённого объектива с фокусным расстоянием f, намного меньшим, чем расстояние до объекта съёмки, экспозиция составляет:
{\displaystyle H={\frac {qLt}{N^{2}}},}
где L — яркость объекта съёмки в канделах на квадратный метр, t — выдержка в секундах, N — диафрагменное число. Тогда коэффициент q определяется равенством:
{\displaystyle q={\frac {\pi }{4}}T\,v(\theta )\,\cos ^{4}\theta }
Эта величина зависит от коэффициента пропускания T объектива, коэффициента виньетирования v(θ) и угла θ относительно оптической оси объектива. Чаще всего q=0,65, при условии, что θ=10°, T= 0,9, а v= 0,98.

### Точка насыщения
Светочувствительность, определяемая по точке насыщения, рассчитывается с помощью равенства:
{\displaystyle S_{\mathrm {sat} }={\frac {78}{H_{\mathrm {sat} }}},}
где {\displaystyle H_{\mathrm {sat} }} — максимальная экспозиция, не приводящая к появлению «пробитых» областей, лишённых информации. Обычно нижний предел такой чувствительности зависит от свойств матрицы, но при усилении её сигнала перед АЦП эквивалентная светочувствительность повышается. Коэффициент 78 принят потому, что калибровка экспонометров основывается на измерении серой карты с отражательной способностью 18 %. Такой объект даёт на изображении значение яркости, составляющее 18 %/√2 = 12,7 % от уровня насыщения. Множитель √2 обеспечивает запас в полступени, учитывающий блики, более яркие, чем света́ объекта съёмки.

### Определение по шумам
Светочувствительность, определяемая по методу измерения шумов, зависит от экспозиции, необходимой для достижения определённого отношения сигнал/шум на отдельных пикселях. Используются два соотношения: 40:1 («отличное изображение») и 10:1 («приемлемое качество»). Эти соотношения соответствуют субъективному восприятию изображения с разрешением 70 точек на сантиметр, рассматриваемого с расстояния в 25 сантиметров. Уровень шума определяется как среднеквадратическое отклонение яркости и цветности отдельных пикселей. Светочувствительность, определяемая этим методом, в наибольшей степени зависит от качества матрицы, и в значительно меньшей — от шумов предусилителя.

### Стандартная выходная чувствительность
В дополнение к описанным методикам определения светочувствительности, стандарт ISO 12232:2006 предусматривает методику стандартной выходной чувствительности, основанной на зависимости числовых значений пикселей изображения от полученной экспозиции. Методика основана на равенстве:
{\displaystyle S_{\mathrm {sos} }={\frac {10}{H_{\mathrm {sos} }}},}
в котором {\displaystyle H_{\mathrm {sos} }} отражает экспозицию, дающую значение 118 в 8-битном изображении sRGB, которое соответствует отображению 18 % серой карты при гамма-коррекции 2,2.

## Применимость методик стандарта ISO
Стандарт определяет, какая из методик определения светочувствительности предпочтительна в различных ситуациях. Если светочувствительность, выбранная на основе соотношения уровня полезного сигнала к уровню шума 40:1 («отличное качество»), превосходит тот же параметр, полученный по точке насыщения, выбирается первое из двух значений, округлённое до ближайшего нижнего значения стандартной шкалы. Основанием для такого выбора считается тот факт, что меньшая экспозиция, вычисленная на основе более высокой светочувствительности, даёт заведомо худшее изображение. Кроме того, нижняя граница диапазона значений чувствительности выбирается на основе точки насыщения, а верхняя — по оценке наихудшего отношения сигнал/шум 10:1 («приемлемое качество»). В случае, если соотношение сигнал/шум 40:1 оказывается меньше, чем значение, вычисленное по точке насыщения, или не определяется из-за сильных шумов, для отсчёта берётся последнее, округлённое до ближайшего верхнего значения стандартной шкалы, поскольку использование «шумовой» чувствительности приведёт к передержке. Светочувствительность камеры также может быть однозначно определена на основе стандартной выходной чувствительности, округлённой до ближайшего стандартного значения.
Допустим, сенсор камеры обладает следующими характеристиками: чувствительность по отношению сигнал/шум 40:1 — 107, а по отношению 10:1 — 1688 и «точка насыщения» — 49. Тогда в соответствии со стандартом фотоаппарат должен обладать следующими значениями шкалы:
при дневном свете — ISO 100;
диапазон значений — ISO 50—1600;
стандартная выходная чувствительность — ISO 100.
Стандартная чувствительность может иметь пользовательскую настройку. Для камеры с более шумным сенсором те же значения могут составлять соответственно 40, 800 и 200. В этом случае система должна быть настроена на чувствительность ISO 200, соответствующую пользовательской настройке стандартной выходной чувствительности.
Несмотря на подробные инструкции стандарта о применении той или иной методики определения эквивалентной светочувствительности, инструкции фотоаппаратов не отражают, какой именно способ использован для разметки их шкал.